# Federação das Indústrias do Estado do Espírito Santo
A Federação das Indústrias do Estado do Espírito Santo (Findes) é a entidade que representa a indústria capixaba. Ela foi fundada em 27 de julho de 1958.

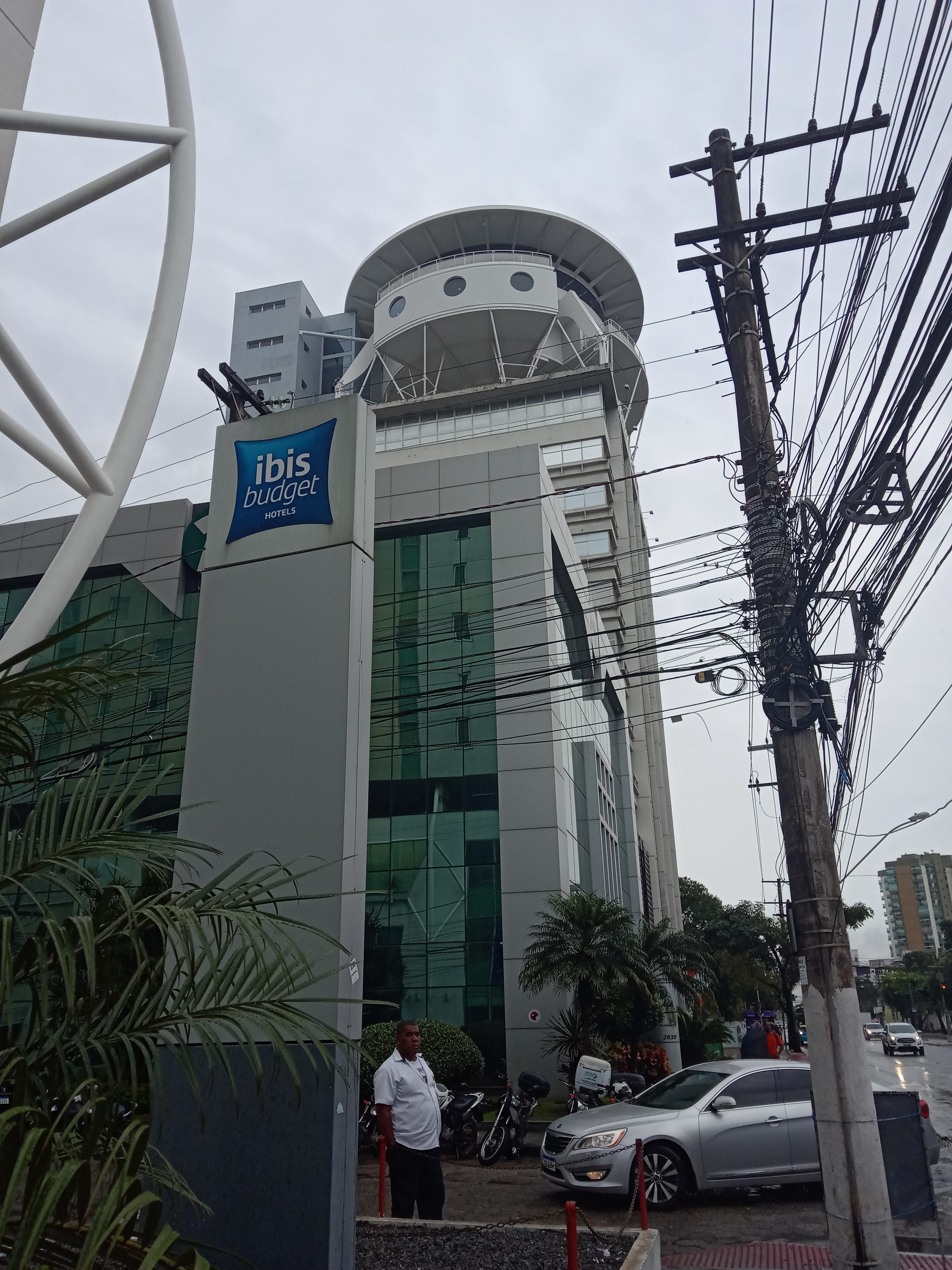
Prédio do Findes capturado pelo sentido Norte

A Findes é composta por seis entidades que trabalham de forma integrada para o desenvolvimento da indústria capixaba: a Federação das Indústrias do Estado do Espírito Santo (Findes), o Centro da Indústria do Espírito Santo (Cindes), o  Serviço Social da Indústria (Sesi ES), o Serviço Nacional de Aprendizagem Industrial (Senai ES), o Instituto Euvaldo Lodi (IEL-ES) e o Observatório a Indústria da Findes.
Cada entidade está relacionada a um setor de interesse estratégico do industrial capixaba e oferece serviços diferenciados nas seguintes áreas de negócios da Findes: educação e qualificação profissional; difusão tecnológica; desenvolvimento industrial; saúde; cultura; além da representação institucional.

## Presidentes da Federação das Indústrias do Espírito Santo (Findes)
Cristhine Samorini (2020-2024) - Atual
Leo de Castro (2017-2020) 
Marcos Guerra (2011/2017) 
Lucas Izoton Vieira (2004-2011) 
Fernando Antonio Vaz (2000-2004) 
José Bráulio Bassini (1992-2000) 
Sergio Rogerio de Castro (1989-1992) 
Helcio Rezende Dias (1983-1989) 
Oswaldo Vieira Marques (1977-1983) 
Jones Santos Neves Filho (1968-1977) 
Américo Buaiz (1958-1968) 

## História Marcos Guerra foi eleito em 2011, sucedendo Lucas Izoton.[7]
Em 2014, o presidente Marcos Guerra foi reeleito por mais três anos.
A Fiern promoveu seminário sobre reuso de água. No mesmo ano a entidade anunciou 82% de investimentos para educação no estado.
Em 2017, Leonardo de Castro foi eleito o novo presidente. A entidade promoveu também  qualificação para exportação.
Nos esportes, tem promovido a Corrida do Trabalhador da Indústria.

## As Diretorias e Núcleos Regionais
As Diretorias e Núcleos Regionais da Findes são o ponto de apoio do industrial nas macrorregiões do Espírito Santo. Encontram-se distribuídas em oito municípios estratégicos do ponto de vista industrial: Anchieta; Cachoeiro de Itapemirim; Venda Nova do Imigrante; Aracruz; Colatina; Linhares; São Mateus; Nova Venécia. Por meio delas, o Sistema Findes leva sua representação institucional e pode acompanhar de perto o processo de desenvolvimento econômico dessas regiões.

## Conselhos Temáticos
Os Conselhos Temáticos (Consats) são órgãos de assessoria da Findes, constituídos para monitorar os diversos temas de interesse do setor industrial, objetivando o desenvolvimento econômico e social, bem como o estímulo à indústria. Atualmente, encontram-se em funcionamento nove Conselhos.
- Conselho Temático de Assuntos Legislativos – Coal
- Conselho Temático de Comércio Exterior - Concex
- Conselho Temático de Desenvolvimento Regional - Conder
- Conselho Temático de Infraestrutura - Coinfra
- Conselho Temático de Meio Ambiente - Consuma
- Conselho Temático de Micro e Pequena Empresa - Compem
- Conselho Temático de Política Industrial e Inovação Tecnológica - Conptec
- Conselho Temático de Relações do Trabalho - Consurt
- Conselho Temático de Responsabilidade Social - Cores

## Câmaras Setoriais Industriais
As Câmaras Setoriais Industriais são compostas pelos sindicatos patronais da indústria, instituições e entidades que desenvolvem trabalhos junto aos principais arranjos produtivos locais (APLs) do Estado do Espírito Santo. Articuladas com os Conselhos Temáticos (Consats), as Câmaras são responsáveis por ações voltadas para a eliminação de gargalos inibidores da competitividade. Atualmente, encontram-se em funcionamento cinco Câmaras Setoriais Industriais:
- Câmara Setorial da Indústria do Vestuário
- Câmara Setorial da Indústria Moveleira
- Câmara Setorial das Indústrias de Alimentos e Bebidas
- Câmara Setorial das Indústrias de Base e Construção
- Câmara Setorial das Indústrias de Materiais de Construção

## Centro de Apoio aos Sindicatos
O Centro de Apoio aos Sindicatos (CAS) tem como objetivo principal assessorar os atendimentos às demandas internas e externas dos sindicatos filiados à FINDES, disponibilizando profissionais das áreas de Administração, Marketing, Eventos, Direito, Contabilidade, Arrecadação e Associativismo.

## Centro Internacional de Negócios
O Centro Internacional de Negócios (CIN/ES) promove ações direcionadas às micro, pequenas e médias empresas e tem como objetivo oferecer serviços de inteligência comercial, atendimento, promoção comercial e capacitação em comércio exterior e negócios internacionais.